# Alos-Sibas-Abense
Alos-Sibas-Abense (en euskera: Aloze-Ziboze-Onizegaine) es una localidad y comuna francesa situada en el departamento de Pirineos Atlánticos, en la región de Aquitania y del territorio histórico de Sola, en el País Vasco francés.

## Heráldica
En campo de oro, un puente de tres arcos, de plata, mazonado de sable, puesto sobre ondas de agua de azur y plata y surmontado de un sol virgulado de ocho rayos, de gules. Punta terciada: 1º, en campo de oro, una torre de sable, abierta del mismo metal; 2º, en campo de gules, un tintero de sable, con una pluma de plata, y 3º, en campo de azur, tres vírgulas de plata, puestas en faja y en el jefe.
Divisa: ATZOTIK BIHARRERA (‘De ayer a mañana’)

## Demografía
| Gráfica de evolución demográfica de Alos-Sibas-Abense entre 1800 y 2012 |
|                                                                         |

Los resultados de los años 1800 y 1851 son la suma final (aproximativa) de todos los datos parciales obtenidos antes de la creación de la comuna (16 de abril de 1859).
Fuentes: Ldh/EHESS/Cassini e INSEE.

## Economía
La principal actividad es la agrícola (ganadería y pastos).